# 施雷克峰
施雷克峰（德語：Schreckhorn；4,078米）是瑞士伯尔尼山的一座山峰。它是完全位于伯恩州的最高峰。是最北端的阿尔卑斯山四千米峰，欧洲海拔4000米以上最北端的山峰。

## 地理
施雷克峰位于格林德尔瓦尔德西南10公里，上格林德尔瓦尔德冰川和下格林德尔瓦尔德冰川之间。该地区由无人居住的冰川峡谷，大阿尔冰川和菲施冰川组成。勞特阿爾峰的山顶与施雷克峰非常靠近，它们几乎达到了相同的高度。是伯尔尼阿尔卑斯山脉的最高峰，芬斯特拉峰位于其南部6公里处。
从地质学的角度，施雷克峰是Aarmassif的一部分。

## 攀登历史

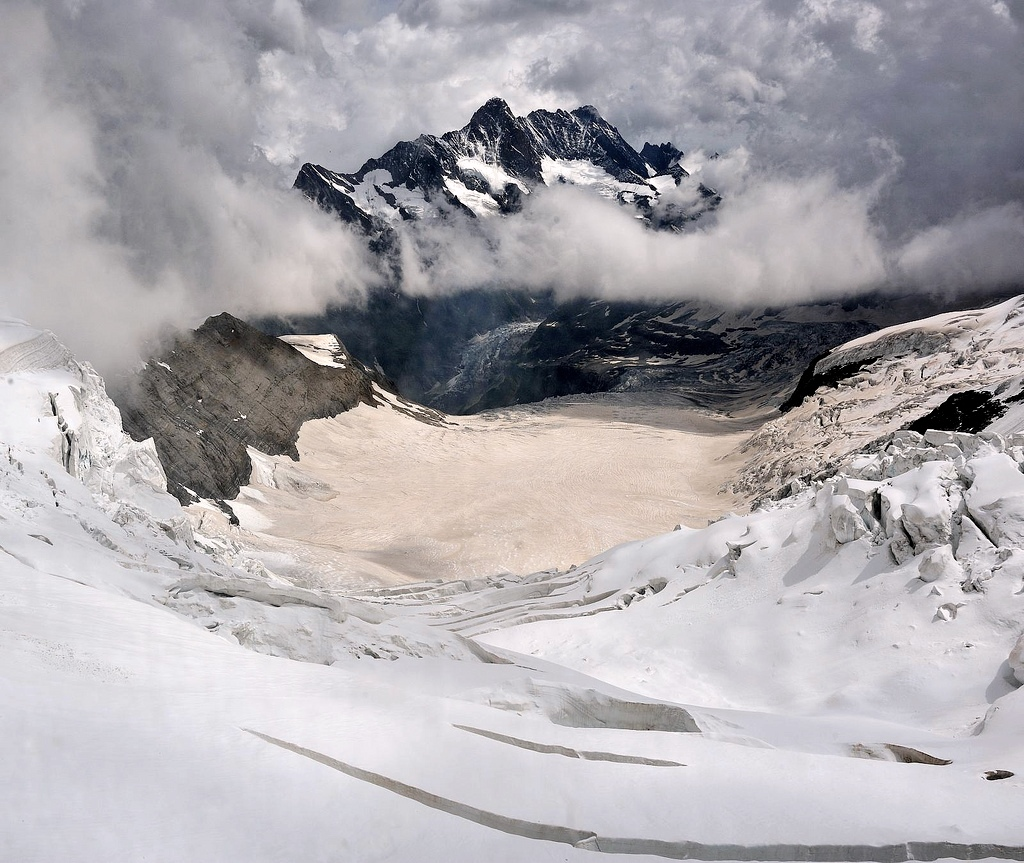
从少女峰山坳铁路Eismeer站看到的施雷克峰

第一次登顶与1861年8月16日由莱斯利·斯蒂芬、Ulrich Kaufmann、Christian Michel和Peter Michel完成。他们的登顶路线通过upper Schreck Couloir到达Schrecksattel再到东南山脊，并成为气候50年的常用攀登路线，但现在很少被使用。